# Contradiction: Spot the Liar!
Contradiction: Spot the Liar! – komputerowa gra przygodowa z wątkami kryminalnymi. Została stworzona przez studio Baggy Cat i jest przedstawiona w formie interaktywnego filmu FMV. Dostępna na urządzeniach PC oraz urządzeniach mobilnych z systemem iOS. Została zaprojektowana przez dewelopera Tima Follina i wydana w styczniu 2015 roku. Contradiction: Spot the Liar! została dobrze przyjęta przez krytyków – średnia ocen z recenzji na Metacriticu wynosi 72/100.
Gracz kontroluje postać detektywa Jenksa, a głównym elementem rozgrywki są wywiady oraz przesłuchania różnych postaci w fikcyjnej wiosce Edenton. Gracz dysponuje listą tematów do rozmowy, a odpowiedzi innych postaci są nagrywane i podsumowywane jako krótkie fragmenty informacji. Jeśli gracz zauważy, że którakolwiek z postaci udzieliła sprzecznych informacji detektyw doprowadza do konfrontacji.
Gracz ma również możliwość swobodnego poruszania się po wiosce w celu poszukiwania dodatkowych wskazówek, które mogą być użyte jako tematy rozmów. W niektórych momentach gracz musi używać przedmiotów, które detektyw Jenks znalazł lub otrzymał w określonych miejscach w wiosce.
Rozgrywka polega na rozmowie z postacią, przy czym gracz ma do wyboru różne tematy do omówienia, a dodatkowo może odblokować nowe tematy do rozmów z innymi osobami. Gracz następnie przechodzi do kolejnej postaci lub bada otoczenie w celu znalezienia kolejnych tematów i wskazówek, a następnie przesłuchuje postacie na temat nowo odkrytych tematów. Gra posuwa się naprzód, gdy postacie popełniają błędy i kłamią, a ich kłamstwa są ujawniane. Fabuła rozwija się, gdy postaci udzielają dodatkowych informacji w celu wyjaśnienia sprzeczności.